# Omiécourt
Ne doit pas être confondu avec Omécourt ou Omicourt.
Omiécourt est une ancienne commune française située dans le département de la Somme, en région Hauts-de-France.
À partir du 1er janvier 2017, Omiécourt devient une commune déléguée au sein de la commune nouvelle d'Hypercourt avec Hyencourt-le-Grand, et Pertain. Le chef-lieu de la commune nouvelle est fixé à Pertain.

## Géographie

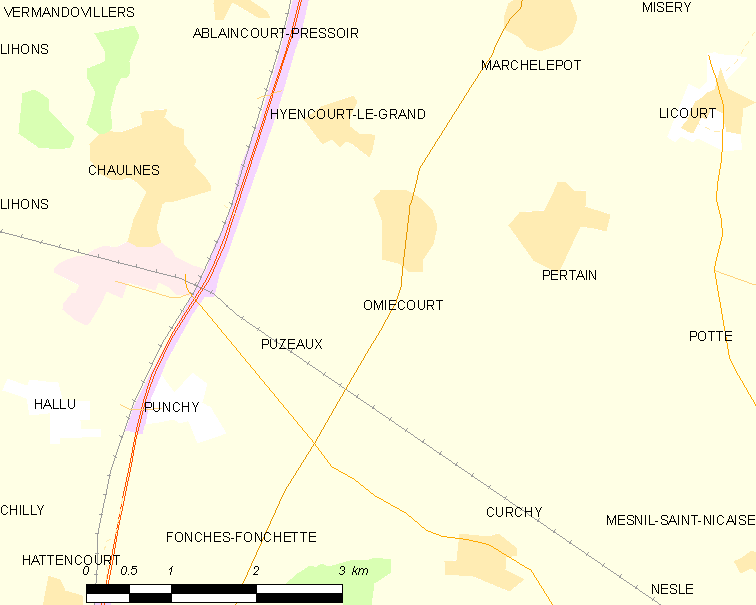
Communes voisines.
Cliquer sur la carte pour agrandir.

Le village picard du Santerre, traversé par l'ex-route nationale 17 (actuelle RD 1017) et  proche des autoroutes A1 et A16, se trouve à 15 min de Péronne, 45 min d'Amiens et une heure de Paris, Lille et la baie de Somme.

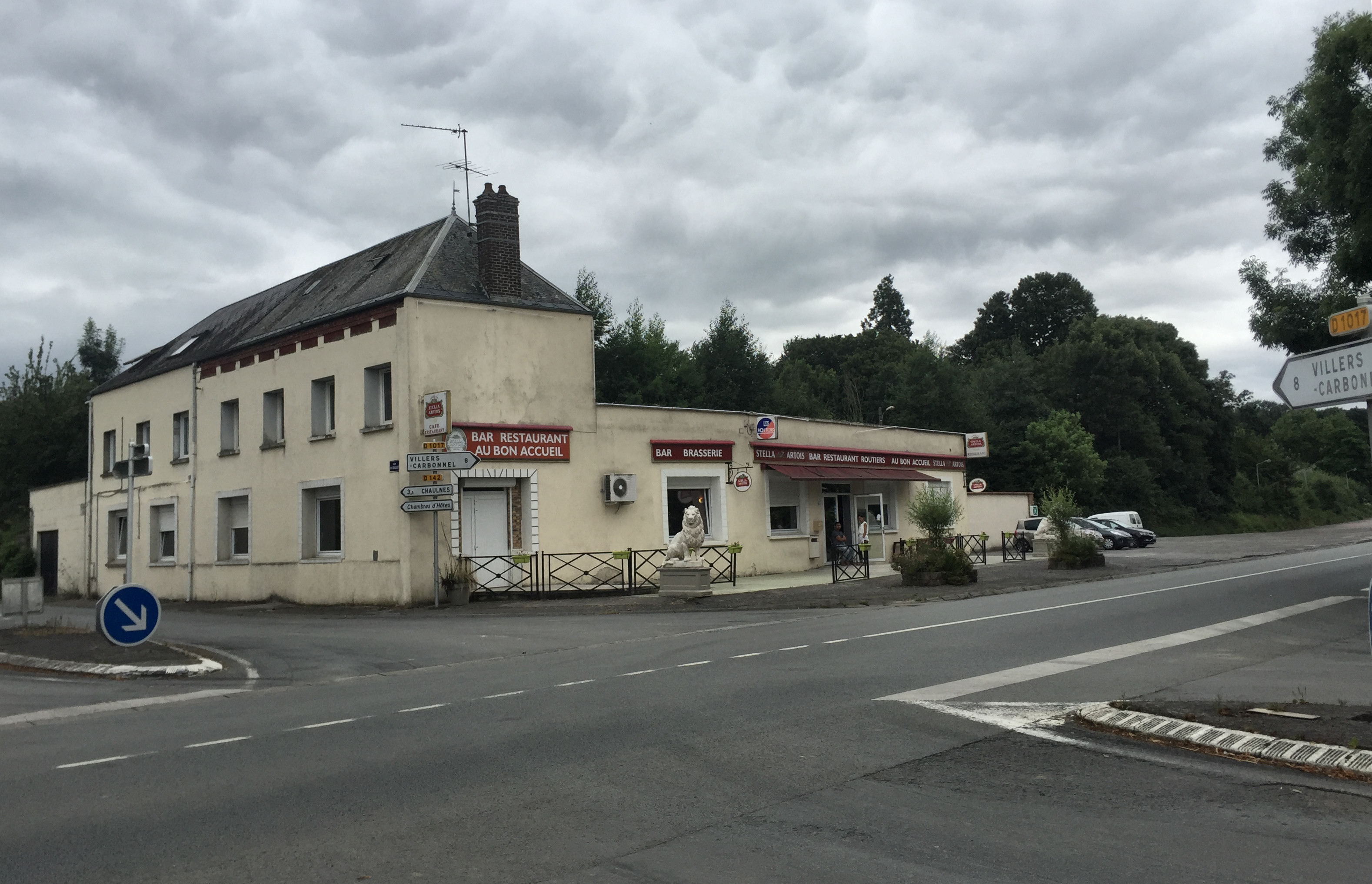
La Route de Flandre (ex-RN 17).

## Toponymie
Le nom de la localité est attesté sous les formes Otmundi curtis en 1015 ; Guolmaricurt en 1060 ; Gulmaricurt en 1048 ; Edmundi curtis en 1115 ; Ulmercurt en 1135 ; Omiécort en 1135 ; Homelcourt en 1153 ; Omencort en 1151 ; Ulmecourt en 1156 ; Homana curtis en 1161 ; Omencurth en 1175-1188 ; Ulmericorth en 1175-1188 ; Humercurt en 1201 ; Omercort en 1215 ; Omecourt en 1266 ; Homecuria en 12.. ; Omyecourt en 1562 ; Omiécourt en 1567 ; Domiecourt en 1648 ; Omicourt en 1710 ; Omiecourt-les-Mont-Royal en 1750 ; Homiecourt en 1778 ; Omiécourt-Montréal.

## Histoire
Première Guerre mondiale

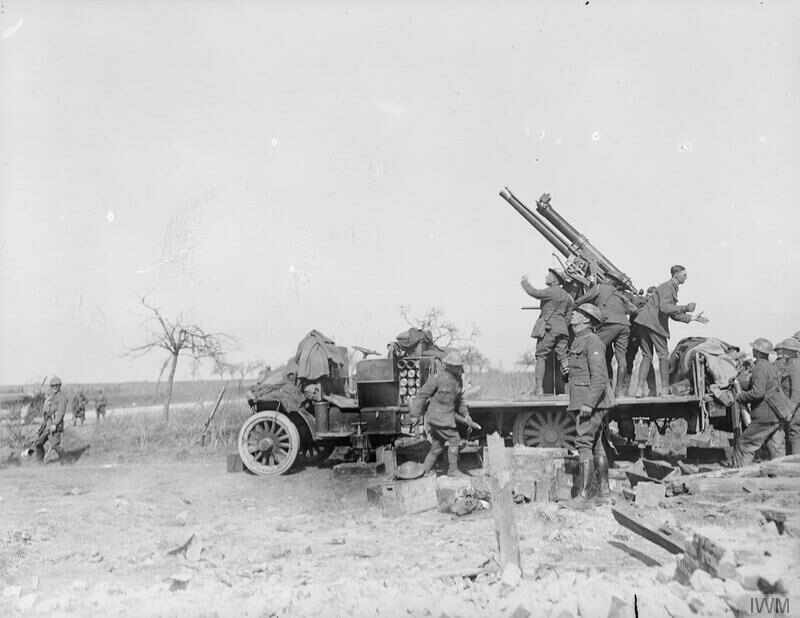
Batterie anti-aérienne anglaise à Omiécourt en 1918.

Omiécourt et Hyencourt-le-Petit sont occupées par les troupes allemandes dès les 28 et 29 août 1914 avant d'évacuer les lieux quelques jours après, permettant à des habitants de revenir pour effectuer la moisson 1914, mais, dès le 26 septembre, l'occupation allemande reprend. En 1915, les Allemands fortifient le village afin de contrôler la route de Flandres (RN 17). Quatre blockhaus sont construits vers Chaulnes et Puzeaux, ainsi qu'une double ligne de batteries d'artillerie vers cette dernière.
En 1916, les villages se trouvent dans la zone des combats de la bataille de la Somme, mais les armées alliées ne parviennent pas à s'en emparer. Leur libération n'intervient qu'en 1917, après le repli des armées allemandes sur la ligne Hindenburg.
En 1918, le village est réoccupé par les Allemands lors de l'offensive du Printemps. La libération n'intervient que le 23 août 1918.
La commune est décorée de la croix de guerre 1914-1918 le 27 octobre 1920.
Omiécourt absorbe en 1965 la commune de Hyencourt-le-Petit (également titulaire de la croix de guerre 1914-1918) qui, en 1962, comptait 42 habitants

## Politique et administration

### Rattachements administratifs et électoraux
Omiécourt se trouve dans l'arrondissement de Péronne du département de la Somme. Pour l'élection des députés, elle fait partie depuis 1958 de la cinquième circonscription de la Somme.
Il faisait partie du canton de Chaulnes de 1793 à 1801, puis, de 1801 à 1966, du canton de Nesle, année où Omiécourt réintègre celui de Chaulnes. Dans le cadre du redécoupage cantonal de 2014 en France, le village est intégré au canton de Ham.

### Intercommunalité
La commune était adhérente de la communauté de communes de Haute-Picardie créée en 1994 sous le nom de Communauté de communes de Chaulnes et environs, et qui a pris sa dénomination de Communauté de communes de Haute-Picardie en 1999.
Le 1er janvier 2017, en même temps qu'Omiécourt fusionne avec ses voisines pour former Hypercourt, la communauté de communes de Haute-Picardie fusionne avec celle du Santerre pour former la communauté de communes Terre de Picardie.

### Liste des maires
| Période                                  | Période       | Identité           | Étiquette | Qualité     |
| ---------------------------------------- | ------------- | ------------------ | --------- | ----------- |
| Les données manquantes sont à compléter. |               |                    |           |             |
| mars 2001                                | 2014          | Jean-Marie Bourdon | UMP       |             |
| 2014                                     | décembre 2016 | Ghislain Vervaeke  |           | Agriculteur |

| Période      | Période                   | Identité          | Étiquette | Qualité                                      |
| ------------ | ------------------------- | ----------------- | --------- | -------------------------------------------- |
| janvier 2017 | En cours (au 25 mai 2020) | Ghislain Vervaeke |           | Réélu maire délégué pour le mandat 2020-2026 |

### Politique environnementale
Classement au concours des villes et villages fleuris : une fleur obtenue en 2014 récompense les efforts locaux en faveur de l'environnement. Hypercourt a trois ans pour en faire bénéficier l'ensemble de la commune nouvelle.

## Démographie
L'évolution du nombre d'habitants est connue à travers les recensements de la population effectués dans la commune depuis 1793. À partir du 1er janvier 2009, les populations légales des communes sont publiées annuellement dans le cadre d'un recensement qui repose désormais sur une collecte d'information annuelle, concernant successivement tous les territoires communaux au cours d'une période de cinq ans. 
Pour les communes de moins de 10 000 habitants, une enquête de recensement portant sur toute la population est réalisée tous les cinq ans, les populations légales des années intermédiaires étant quant à elles estimées par interpolation ou extrapolation. Pour la commune, le premier recensement exhaustif entrant dans le cadre du nouveau dispositif a été réalisé en 2006,.
En 2014, la commune comptait 246 habitants, en évolution de +1,23 % par rapport à 2009 (Somme : +0,33 %, France hors Mayotte : +2,49 %).
| 1793 | 1800 | 1806 | 1821 | 1831 | 1836 | 1841 | 1846 | 1851 |
| ---- | ---- | ---- | ---- | ---- | ---- | ---- | ---- | ---- |
| 238  | 281  | 301  | 331  | 329  | 337  | 343  | 355  | 347  |

| 1856 | 1861 | 1866 | 1872 | 1876 | 1881 | 1886 | 1891 | 1896 |
| ---- | ---- | ---- | ---- | ---- | ---- | ---- | ---- | ---- |
| 310  | 282  | 270  | 256  | 244  | 223  | 262  | 234  | 228  |

| 1901 | 1906 | 1911 | 1921 | 1926 | 1931 | 1936 | 1946 | 1954 |
| ---- | ---- | ---- | ---- | ---- | ---- | ---- | ---- | ---- |
| 224  | 209  | 228  | 292  | 215  | 191  | 193  | 196  | 172  |

| 1962 | 1968 | 1975 | 1982 | 1990 | 1999 | 2006 | 2011 | 2014 |
| ---- | ---- | ---- | ---- | ---- | ---- | ---- | ---- | ---- |
| 173  | 177  | 172  | 181  | 193  | 223  | 235  | 238  | 246  |

## Culture locale et patrimoine

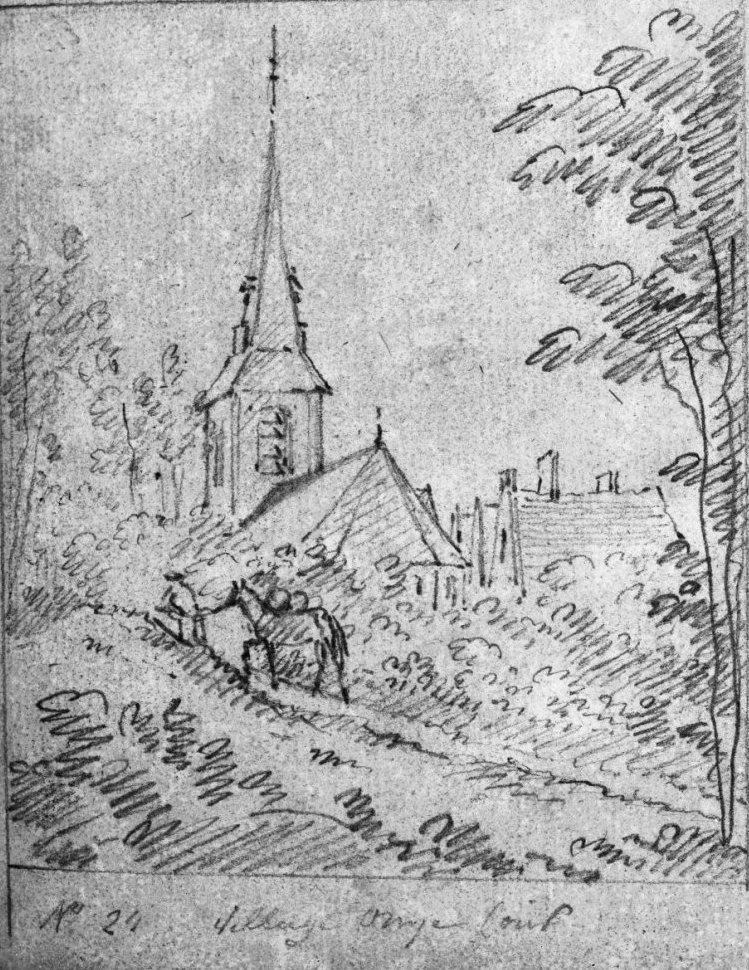
L'église Saint-Médard dessinée par Dirk Verrijk au XVIIIe siècle.

### Lieux et monuments
- Église Saint-Médard, du XVe siècle, détruite pendant la Première Guerre mondiale et  reconstruite d'après les plans de l'architecte Louis Verdier en 1925[16].
- Château, propriété privée de la même famille depuis 1882. Il est entouré d'un parc arboré de 16 hectares et d'un jardin à l'anglaise. Des chambres d'hôtes y sont aménagées[17].

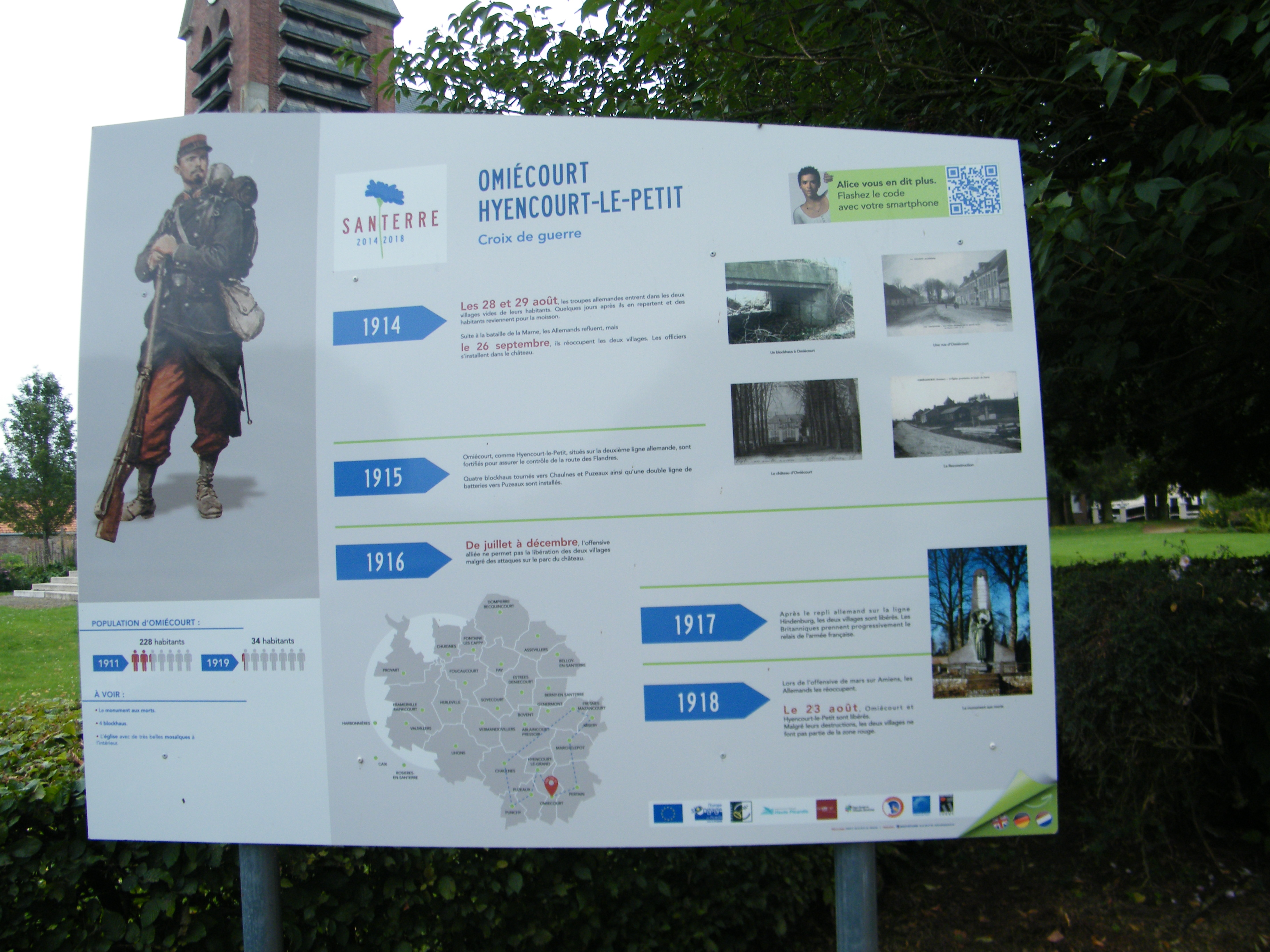
Histoire locale.
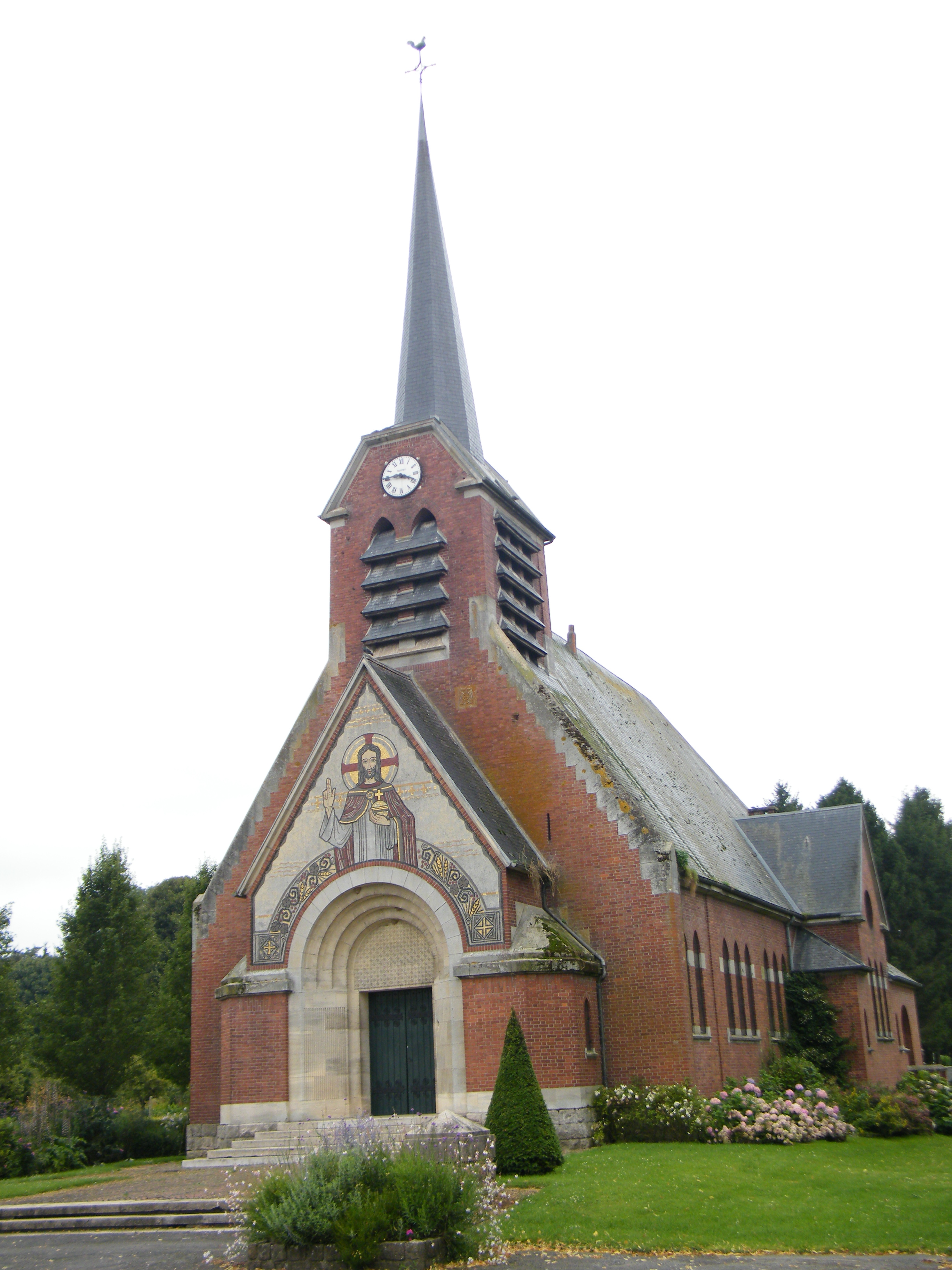
L'église Saint-Médard.
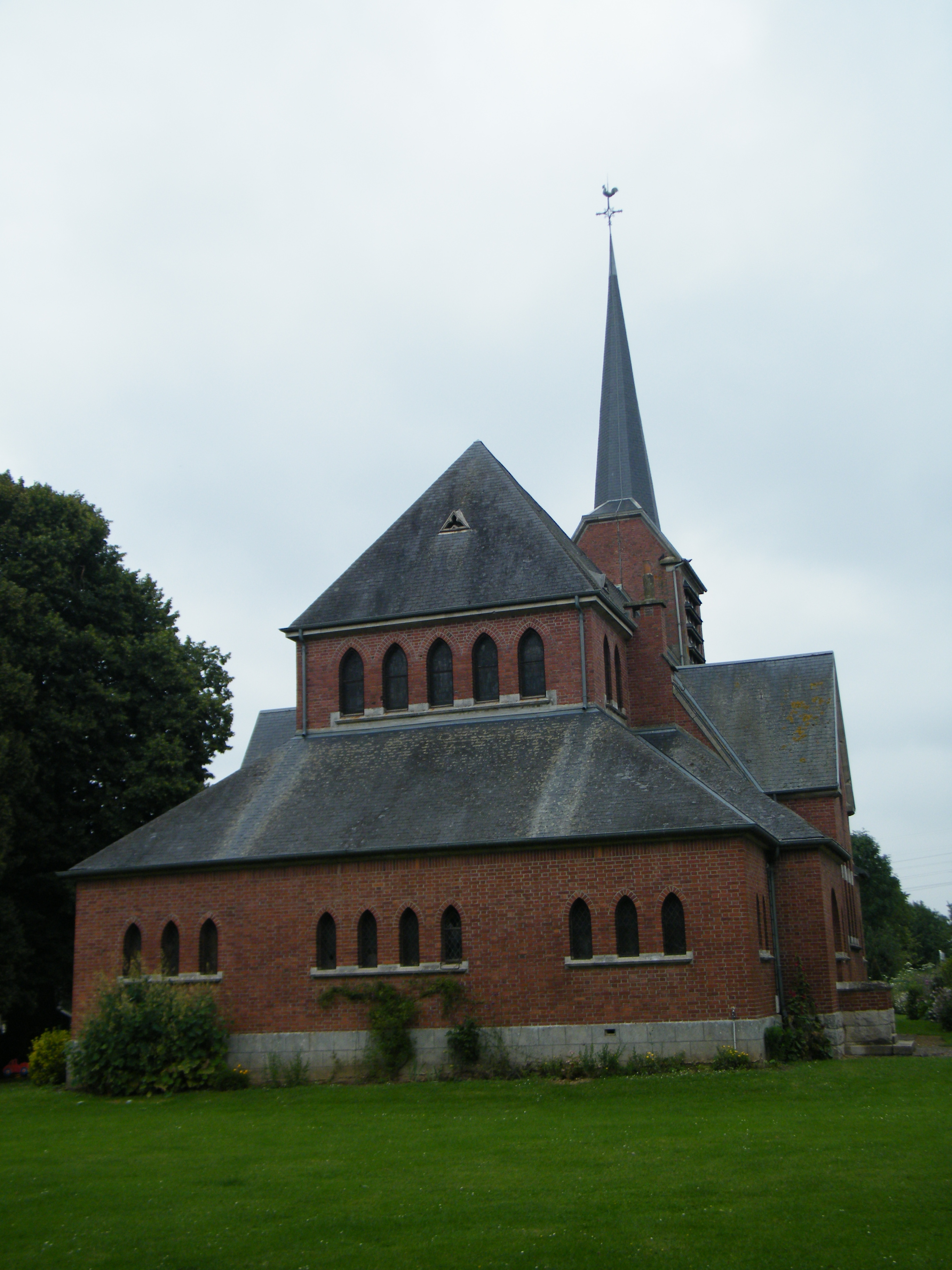
Le chevet de l'église.
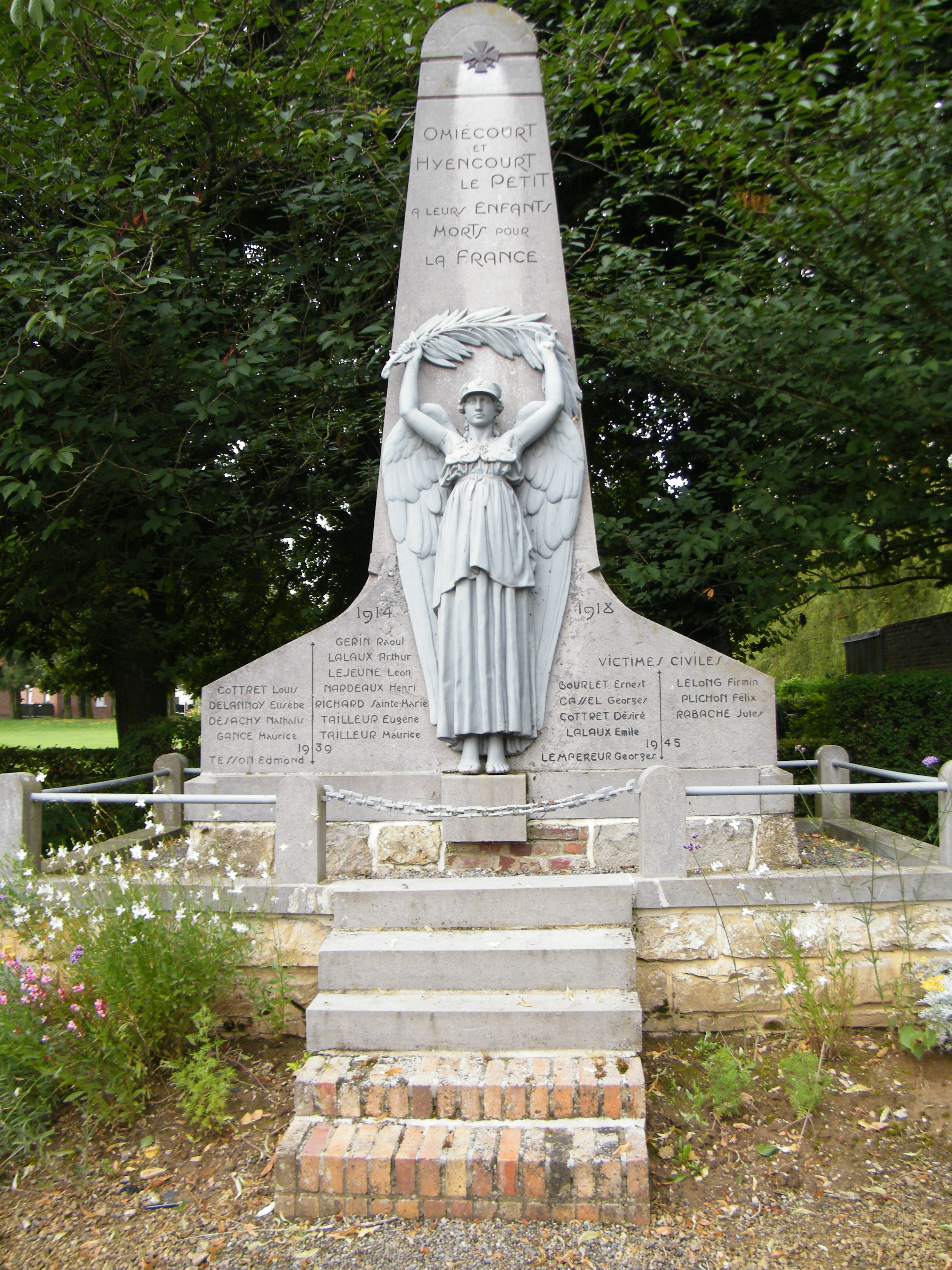
Le monument aux morts.

### Personnalités liées à la commune
Michel-Georges Micberth vint s'installer au château en 1976. Le pamphlétaire et éditeur reprit deux immeubles à Chaulnes pour édifier sa maison d'édition et son imprimerie. Il quitta la commune en 1994 pour s'établir à Paris et dans l'Aisne. En deuxième mariage, il épousa le 23 septembre 1993, à Omiécourt et dans l'intimité, Virginie Beaufils, musicologue à Paris.